# سوپر ماریو ورلد
سوپر ماریو ورلد (انگلیسی: Super Mario World؛ ژاپنی: スーパーマリオワールド) یک بازی ویدئویی در سبک سکوبازی است که در سال ۱۹۹۰ در ژاپن و برای پلت‌فرم‌های سوپر نینتندو و گیم بوی ادوانس منتشر شده است.